# Форест-Глен (станция метро)
Форест-Глен (англ. Forest Glen) — подземная станция Вашингтонгского метро на Красной линии. Она представлена двумя соединёнными боковыми платформами. Только станция Уитон среди прочих станций Вашингтонского метрополитена имеет такой же тип платформ и дизайн. Дизайн станции схож с многими станциями Лондонского метрополитена. Форест-Глен имеет наибольшую глубину заложения среди всей системы метрополитена — 60 м. Станция обслуживается Washington Metropolitan Area Transit Authority. Расположена в статистически обособленной местности Форест-Глен на Джорджия-авеню и Форест-Глен-авеню.
Станция была открыта 22 сентября 1990 года.
Открытие станции было совмещено с открытием ж/д линии длиной 5,1 км и ещё одной станции — Уитон.